# Шгеди
Шгеди (груз. შგედი) — село в Грузии, на территории Местийского муниципалитета края (мхаре) Самегрело-Верхняя Сванетия.

## География
Село находится в северо-западной части Грузии, на левом берегу реки Ингури, на расстоянии приблизительно 52 километров (по прямой) к юго-западу от посёлка городского типа Местиа, административного центра муниципалитета.

## Население
По результатам официальной переписи населения 2014 года в Шгеди проживал 31 человек (14 мужчин и 17 женщин). В национальной структуре населения грузины составляли 100 %.